# المصينعة (الرضمة)

تعديل مصدري - تعديل

المصينعة محلة تابعة لقرية بيت الذيباني السفلى، التابعة لعزلة البكرة بمديرية الرضمة إحدى مديريات محافظة إب في الجمهورية اليمنية.، بلغ تعداد سكانها 86 حسب تعداد اليمن لعام 2004.